# Roschowitzwald
Roschowitzwald (1936–1945 Eichrode; polnisch Roszowicki Las) ist ein Ort in der Landgemeinde Czissek (Cisek) im Powiat Kędzierzyńsko-Kozielski der Woiwodschaft Opole (Oppeln) in Polen.

## Geographie
Roschowitzwald liegt vier Kilometer südlich von Czissek, 12 Kilometer südlich von Kędzierzyn-Koźle und 50 Kilometer südlich von Opole (Oppeln).

## Geschichte

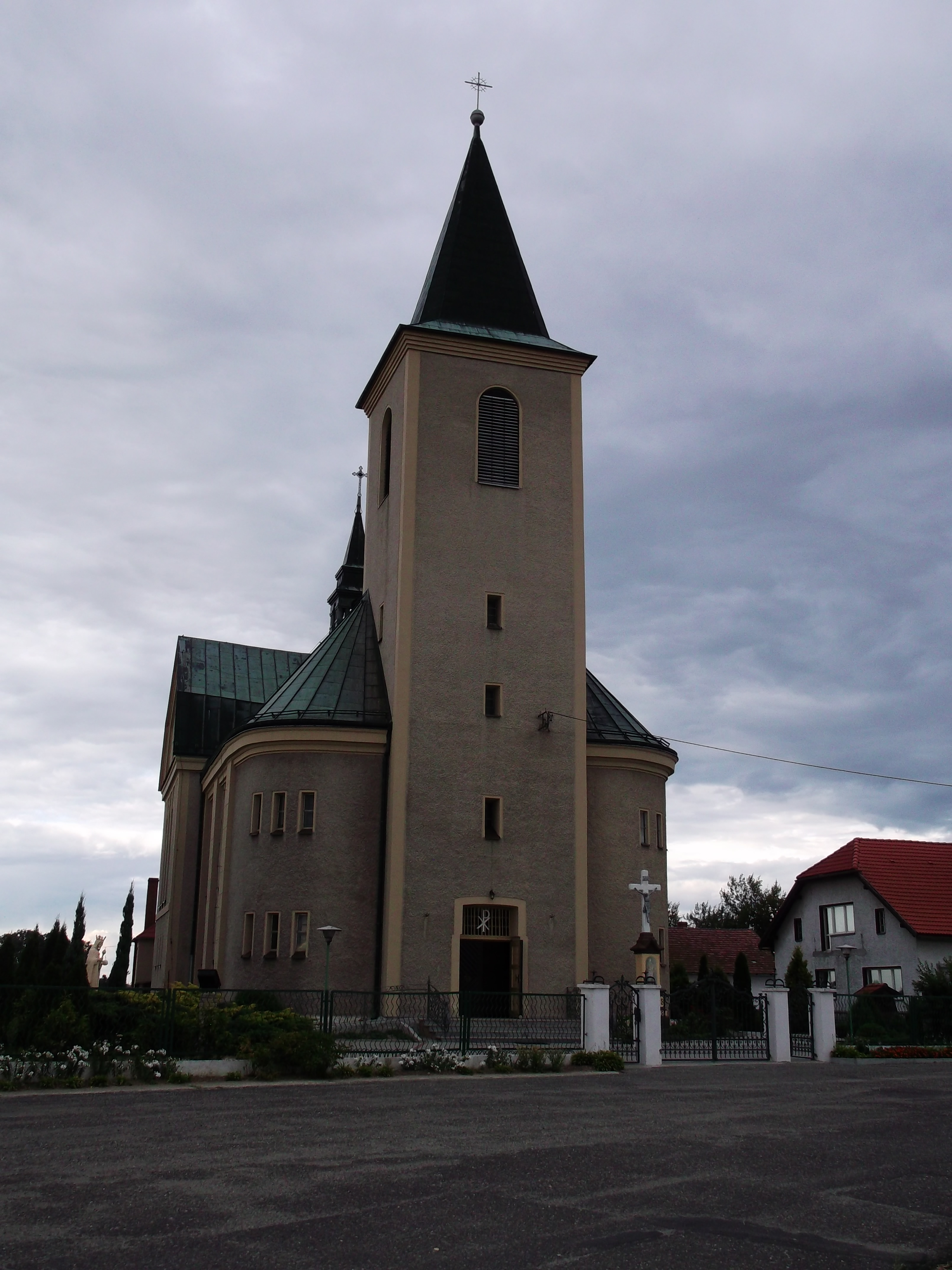
St.-Antonius-Kirche

Rosowitz wurde 1750 als Vorwerk gegründet. 1845 hatte der Ort 628 Einwohner.
Bei der Volksabstimmung am 20. März 1921 stimmten 116 Wahlberechtigte für einen Verbleib bei Deutschland und 377 für Polen. Roschowitzwald verblieb aber mit dem gesamten Stimmkreis Cosel beim Deutschen Reich. 1936 wurde der Ort in Eichrode umbenannt. Bis 1945 befand sich der Ort im Landkreis Cosel.
Als Folge des Zweiten Weltkrieges kam der Ort 1945 unter polnische Verwaltung, wurde in Roszowicki Las umbenannt und der Woiwodschaft Schlesien angeschlossen. 1950 wurde Roschowitzwald Teil der Woiwodschaft Opole und 1999 des wiedergegründeten Powiat Kędzierzyńsko-Kozielski. Am 11. Oktober 2007 erhielt der Ort zusätzlich den amtlichen Ortsnamen Roschowitzwald, im September 2008 wurden zweisprachige Ortsschilder aufgestellt.

## Sehenswürdigkeiten
- Die St-Antonius-Pfarrkirche wurde 1912–1914 im Stil der Neuromanik errichtet.

## Vereine
- Deutscher Freundschaftskreis